# Bělušice

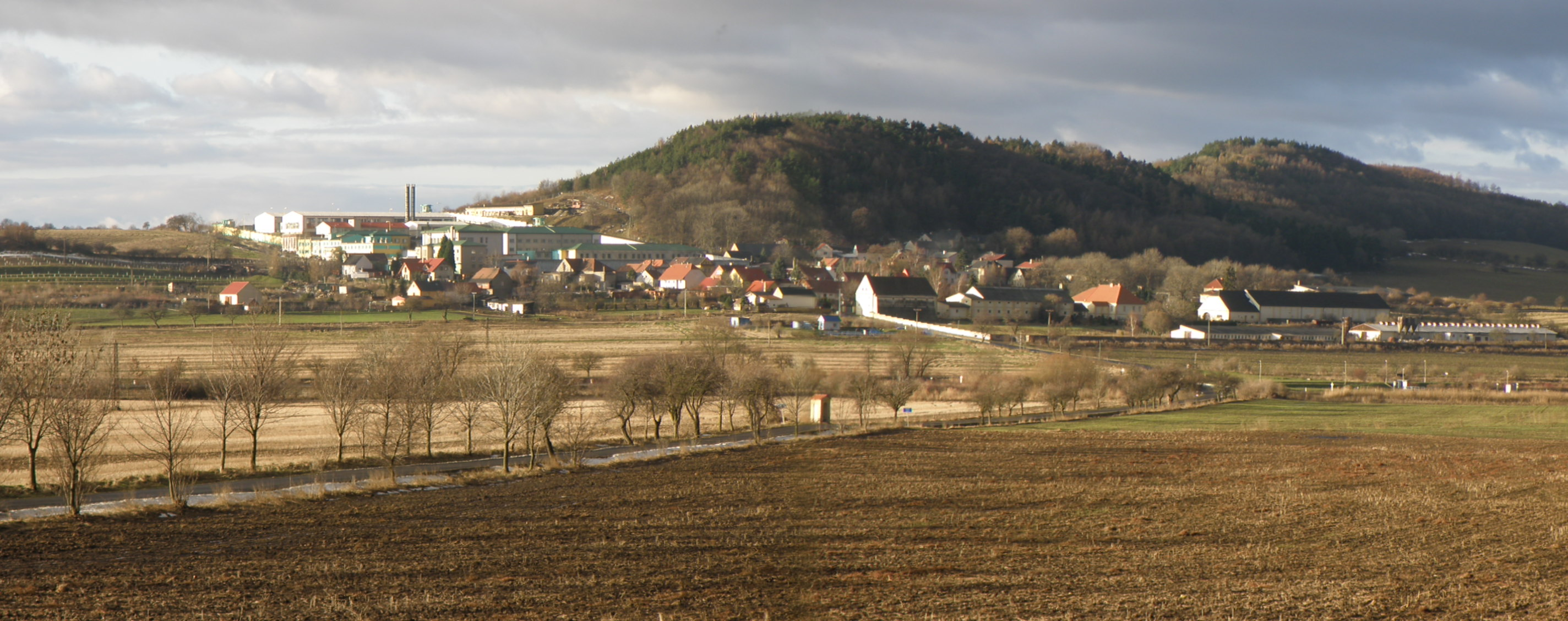
Ortsansicht von Nordosten, links das Gefängnis, im Hintergrund der Bělouš und der Světecký vrch

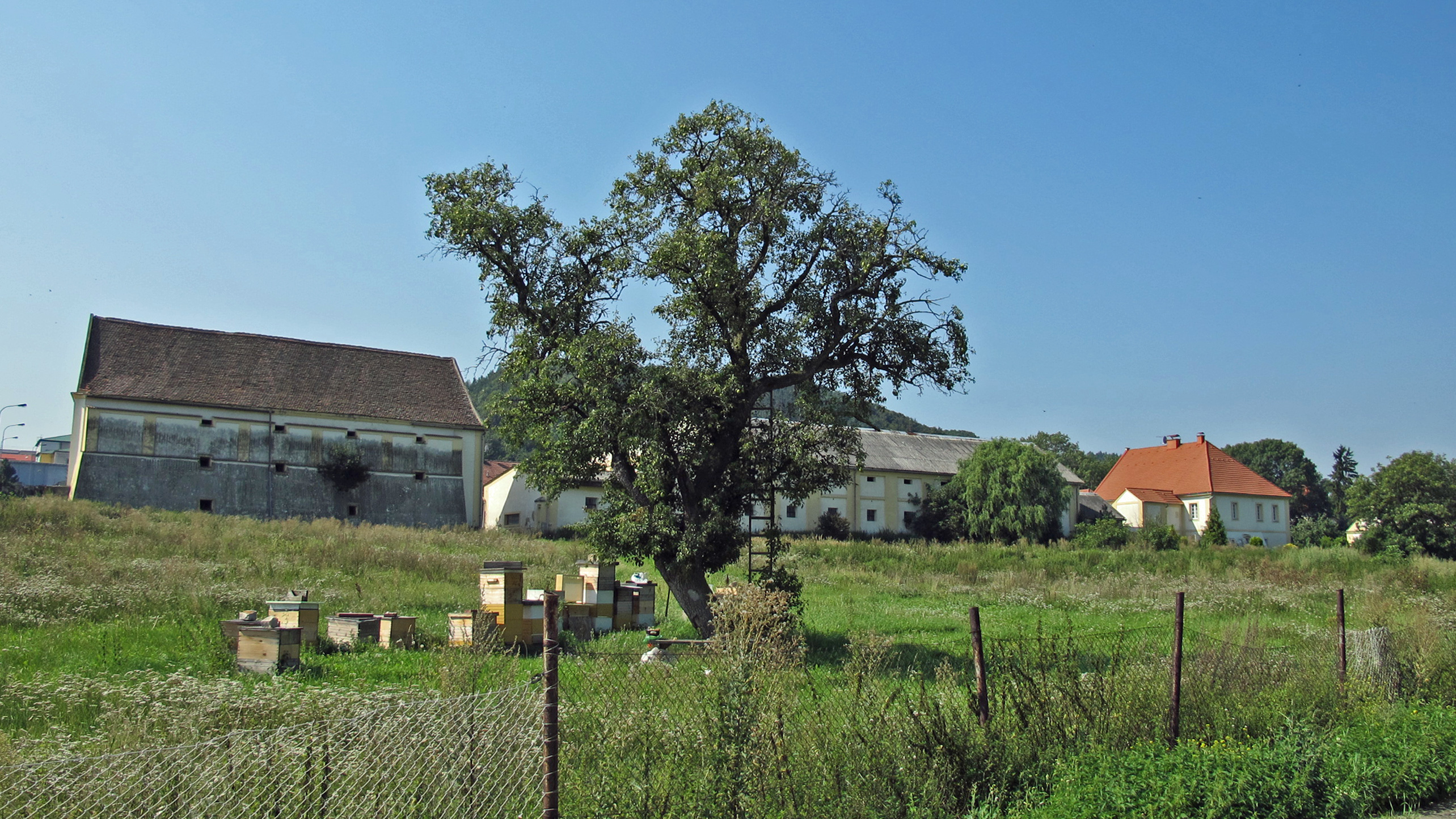
Feste Bělušice

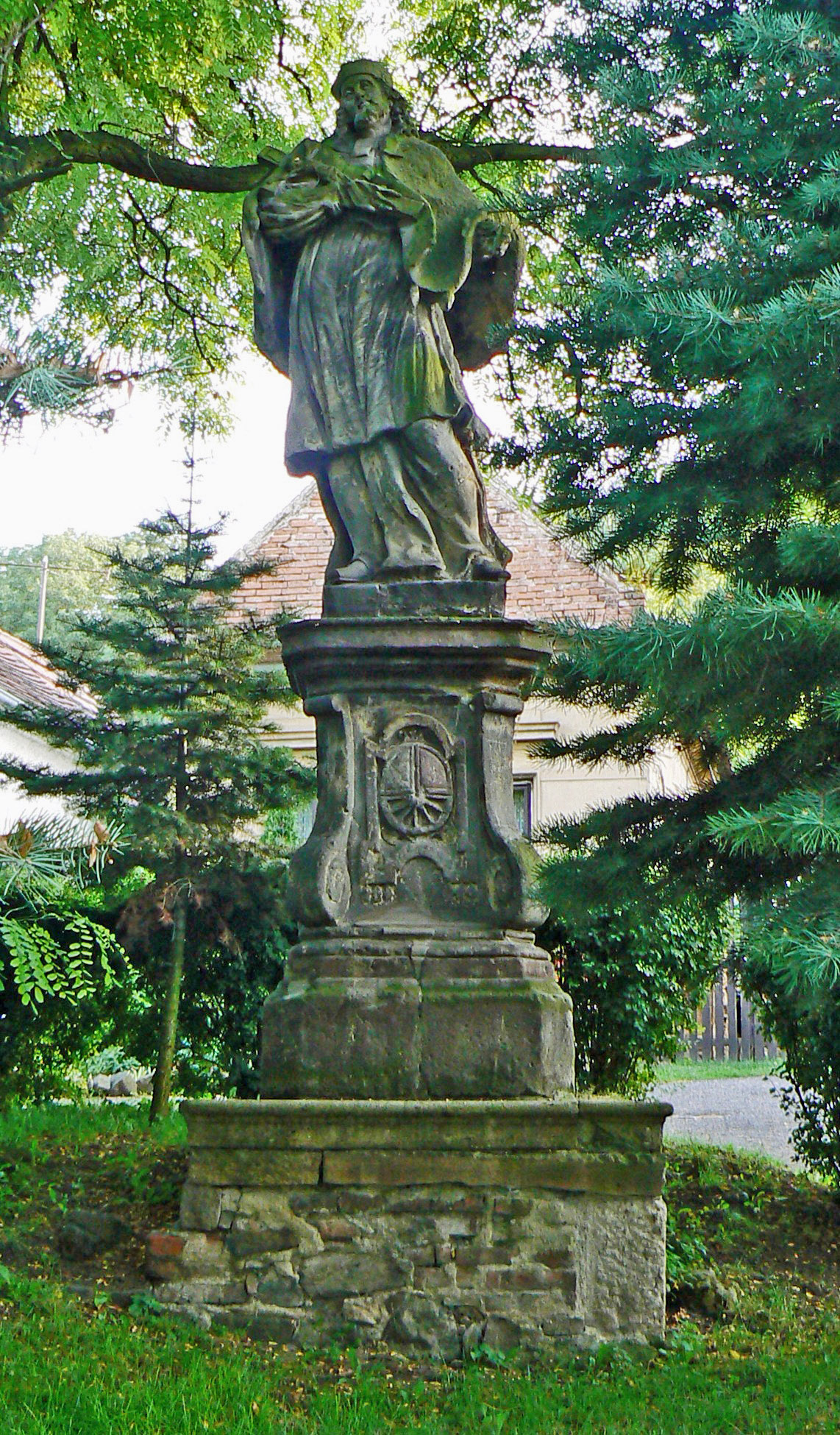
Statue des hl. Johannes von Nepomuk

Bělušice [ˈbjɛlʊʃɪtsɛ] (deutsch Bieloschitz) ist eine Gemeinde in Tschechien. Sie liegt zwölf Kilometer südöstlich von Most und gehört zum Okres Most.

## Geographie
Bělušice befindet sich im Südwesten des Böhmischen Mittelgebirges am Nordosthang des Hügels Bělouš (Bielausch, 399 m) auf dem Gebiet des Landschaftsschutzgebietes CHKO České středohoří. Das Dorf liegt linksseitig des Baches Bělušický potok gegenüber dessen Einmündung in den Zaječický potok. Nördlich erheben sich der Skršínský vrch (389 m), der Jílový (346 m) und der Chrámecký vrch (392 m), im Nordosten der Tobiášův vrch (354 m), östlich die Dlouhá (483 m), im Süden die Skála (386 m) und die Milá (510 m), südwestlich der Bělouš (399 m), der Světecký vrch (416 m) und der Dlouhý vrch (413 m) sowie im Westen der Ovčí vrch (332 m). Nördlich des Dorfes verlaufen die Straße I/28 zwischen Most und Louny sowie die Bahnstrecke Čížkovice–Obrnice, die Bahnstation Bělušice liegt 500 Meter außerhalb des Ortes.
Nachbarorte sind Skršín, Dobrčice, Chrámce und Žichov im Norden, Měrunice, Kozly und Hořenec im Nordosten, Jablonec und Libčeves im Osten, Sinutec und Odolice im Südosten, Raná und Milá im Süden, Počerady und Volevčice im Südwesten, Bečov im Westen sowie Bedřichův Světec im Nordwesten.

## Geschichte
Die erste schriftliche Erwähnung des Ortes erfolgte 1231 als Sitz des Vít von Bělušice. Das Dorf entstand um die Feste der Vladiken von Bělušice. Der Ortsname leitet sich vom Hügel Bělouš (tschechisch für Schimmel) her. Im Jahre 1240 wurde Boleslav von Bělušice als Besitzer genannt, 1377 gehörte das Gut Jindřich und Bozděch von Bělušice. Jan von Bělušice, der 1404 erwähnt wurde, war der letzte Grundherr dieses Geschlechts. Zwischen 1408 und 1421 besaßen die Vladiken Wchinsky die Feste. Zu den nachfolgenden Besitzern gehörten ab 1465 Jiří von Truzenice, ab 1523 Johann Charwat von Bärnstein, und ab 1566 die Herren von Bila. Im Jahre 1570 erwarben die Herren Charwat von Bärnstein das Gut zurück. Adam Charwat von Bärnstein wurde 1616 in Kozly bei einer Wirtshausschlägerei gelyncht, nachdem er während eines Tanzvergnügens die Bäuerinnen gewaltsam zum Tanz gezwungen hatte. Nach dem Ständeaufstand von 1618 kaufte Johann Charwat von Bärnstein 1620 das aus dem Besitz des Prager Domkapitels konfiszierte Gut Kozly hinzu. Charwat, der sich am Aufstand beteiligt hatte, blieb nach der Schlacht am Weißen Berg von einer Konfiskation seiner Güter verschont, lediglich das Gut Kozly wurde ihm 1623 entzogen und dem Domkapitel rückübertragen. Mit dem Tode von Johann Charwat von Bärnstein erlosch das Geschlecht Charwat von Bärnstein im Mannesstamme. Alleinerbin wurde seine Tochter Elisabeth, die mit Karl Chotek von Choczkow verheiratet war und ihr Erbe durch Wappenvereinigung 1625 in das Geschlecht Chotek einbrachte, das das Gut Bieloschitz über 300 Jahre hielt und erweiterte. Wenzel Chotek von Chotkow kaufte 1707 für 30.500 das Gut Skirschin hinzu. Im Jahre 1750 erwarb er noch das Gut Kosel für 11.000 Gulden vom Prager Domkapitel und vereinigte beide mit dem Allodialgut Bieloschitz. Er wurde 1754 in der neuen Familiengruft der Grafen Chotek in der Kirche des hl. Martin in Kosel beigesetzt. Nachfolgende Besitzer waren sein Sohn Johann Karl Chotek von Chotkow, ab 1787 dessen Sohn Johann Rudolph Chotek von Chotkow und ab 1824 dessen Enkel Heinrich Chotek von Chotkow.
Im Jahre 1831 umfasste das Allodialgut Bieloschitz mit Kosel eine Nutzfläche von 2105 Joch 1296 Quadratklafter; davon entfielen 1377 Joch 344 Quadratklafter auf das Gut Bieloschitz und 728 Joch 952 Quadratklafter auf das Gut Kosel. Die Haupterwerbsquelle bildete die Landwirtschaft, die Obrigkeit bewirtschaftete die drei Meierhöfe in Bieloschitz, Milay und Skirschina in Eigenregie. Einziges Forstrevier war der Zwinkenbusch (Svinky) bei Kosel. Das Allodialgut Bieloschitz bildete den südwestlichsten Zipfel des Leitmeritzer Kreises, es grenzte im Norden, Westen und Süden an den Saatzer Kreis. Zum Gut gehörten die Dörfer Bieloschitz, Milay (Milá), Skirschina und Kosel; auf dem Herrschaftsgebiet lebten 717 deutschsprachige Personen, von denen nur noch die ältesten der tschechischen Sprache mächtig waren. Das Dorf Bieloschitz/Bělossice bestand aus 43 Häusern mit 260 Einwohnern. Im Ort gab es eine öffentliche Kapelle, einen obrigkeitlichen Meierhof und eine Mutterschäferei. Abseits lag die Mahlmühle Grundmühle (Pozemkový mlýn). 38 Häuser waren nach Hochpetsch eingepfarrt, die übrigen fünf nach Kosel. Bis zur Mitte des 19. Jahrhunderts war Bieloschitz das Amtsdorf des Allodialgutes Bieloschitz mit Kosel.
Nach der Aufhebung der Patrimonialherrschaften bildete Bieloschitz/Bělušice ab 1850 einen Ortsteil der Gemeinde Kosel/Kozlyim Leitmeritzer Kreis und Gerichtsbezirk Bilin. Ab 1868 gehörte das Dorf zum Bezirk Teplitz und ab 1896 zum Bezirk Dux. 1869 hatte Bieloschitz 297 Einwohner, im Jahre 1910 waren es 305. In den 1920er Jahren zerfiel die Großgemeinde Kosel, eine der neu entstandenen Gemeinde war Bieloschitz/Bělušice. Im Zuge der Bodenreform wurde das den Grafen Chotek gehörige Gut Bieloschitz 1925 parzelliert, neue Besitzer des Gutes wurde die Familie Banek. Im Jahre 1930 lebten in Bieloschitz 263 Personen. In Folge des Münchner Abkommens wurde Bieloschitz 1938 dem Deutschen Reich zugeschlagen und gehörte zunächst zum Landkreis Dux. Ab dem 1. Mai 1939 war das Dorf Teil des neugebildeten Landkreises Bilin. Beim Zensus vom 17. Mai 1939 hatte die Gemeinde 244 Einwohner. Nach dem Ende des Zweiten Weltkrieges kam Bělušice zur Tschechoslowakei zurück und die deutschböhmische Bevölkerung wurde vertrieben. 1948 wurde die Familie Banek enteignet. Am südlichen Ortsrand entstand 1958 ein Arbeitslager, an dessen Stelle später ein neues Gefängnis errichtet wurde. Im Zuge der Aufhebung des Okres Bílina wurde die Gemeinde 1961 dem Okres Most zugeordnet, zugleich erfolgte die Eingemeindung von Bedřichův Světec und Odolice. In der zweiten Hälfte des 20. Jahrhunderts sank die Einwohnerzahl von Bělušice stetig. 1950 hatte das Dorf 169 Einwohner; 1961 waren es 126 und 1970 nur noch 117. Seit 2003 führt die Gemeinde ein Wappen und Banner.

## Strafvollzugsanstalt Bělušice
Bis 1989 waren in Bělušice vorrangig Strafgefangene der I. Besserungsgruppe (kleinkriminelle Ersttäter) sowie in geringem Umfang auch aus der II. Besserungsgruppe (Wiederholungstäter und schwerkriminelle Ersttäter) untergebracht. Seit der politischen Wende dient es als Hochsicherheitsgefängnis für schwerkriminelle Männer mit Haftstrafen bis zu 15 Jahren.

## Gemeindegliederung
Die Gemeinde Bělušice besteht aus den Ortsteilen Bedřichův Světec (Schwetz), Bělušice (Bieloschitz) und Odolice (Wodolitz). Das Gemeindegebiet gliedert sich in die Katastralbezirke Bedřichův Světec, Bělušice u Mostu und Odolice.

## Sehenswürdigkeiten
- Spätromanische Kirche des Heiligen Jakob in Bedřichův Světec, erbaut im 14. Jahrhundert
- Gotische Feste Bělušice, sie wurde 1408 erstmals erwähnt, entstand aber wahrscheinlich im 13. Jahrhundert. Im Jahre 1815 wurden Teile der Feste abgebrochen. Ein Teil der mittelalterlichen Gemäuer hat sich wahrscheinlich im Wohnhaus des Hofes (Haus Nr. 1) erhalten. Das bedeutendste Bauwerk des Ensembles ist die um 1700 erbaute Sala terrena (Haus Nr. 56), sie wurde in den 2000er Jahren restauriert. Nach der Samtenen Revolution wurde der Hof an die Familie Baňka rückübertragen.
- Bildstock
- Barocke Statue des hl. Johannes von Nepomuk am südwestlichen Teil des Dorfplatzes, geschaffen 1725
- Berg Milá, Naturschutzgebiet, das seinen Steppen- und Waldsteppencharakter behalten hat.